# DHTML
DHTML, Dynamic HTML — концепція створення вебсайту, що розглядає HTML-документ як об'єктну структуру, використовує поєднання статичної мови розмітки HTML, вбудованої скриптової мови JavaScript (сценарії виконуються на стороні клієнта), CSS (каскадних таблиць стилів) і DOM (об'єктної моделі документа). Ця концепція може бути використана для створення застосунку в браузері: наприклад для навігації або для додання інтерактивності формам. Також DHTML може бути використана для динамічного перетягування елементів по екрану і як інструмент для створення заснованих на браузері відео-ігор.
Конкуруючі технології: Macromedia Flash, Microsoft Silverlight, Adobe AIR для анімації і аплети (applets).

## Структура Web-сторінки
Зазвичай web-сторінка, що використовує DHTML, виглядає так:
```
<!doctype html>

<
html
 
lang
=
"en"
>

     
<
head
>

          
<
meta
 
charset
=
"utf-8"
>

          
<
title
>
Заголовок сторінки
</
title
>

     
</
head
>

     
<
body
>

          
<
div
 
id
=
"navigation"
></
div
>

          
<
script
>
 

               
window
.
onload
 
=
 
function
 
()
 
{

                    
myObj
 
=
 
document
.
getElementById
(
"navigation"
);

                    
// ... manipulate myObj

               
};

          
</
script
>

     
</
body
>

</
html
>

```

Часто програма на JavaScript зберігається у зовнішньому файлі, а вебсторінка просто зв'язується з ним. Це дуже зручно, коли декілька сторінок використовують один і той самий програмний код:
```
<
script
 
src
=
"myjavascript.js"
></
script
>

```

## Приклад: відображення додаткового блоку тексту
Наведений код ілюструє часто використовувану функцію. Додаткова частина сторінки (тестовий блок) відображатиметься на екрані, тільки коли користувач робить запит. У електронному навчанні така функція може використовуватися для виведення підказки або правильної відповіді для студента. Але спочатку цієї інформації не видно.
```
<!doctype html>

<
html
 
lang
=
"en"
>

     
<
head
>

          
<
meta
 
charset
=
"utf-8"
>

          
<
title
>
Using a DOM function
</
title
>

          
<
style
>

               
a
 
{
background-color
:
#eee
;}

               
a
:
hover
 
{
background
:
#ff0
;}

               
#
toggleMe
 
{
background
:
#cfc
;
 
display
:
none
;
 
margin
:
30
px
 
0
;
 
padding
:
1
em
;}

          
</
style
>

     
</
head
>

     
<
body
>

          
<
h1
>
Using a DOM function
</
h1
>

          
<
h2
><
a
 
id
=
"showhide"
 
href
=
"#"
>
Show paragraph
</
a
></
h2
>

          
<
p
 
id
=
"toggleMe"
>
This is the paragraph that is only displayed on request.
</
p
>

          
<
p
>
The general flow of the document continues.
</
p
>

          
<
script
>

               
changeDisplayState
 
=
 
function
 
(
id
)
 
{

                    
var
 
d
 
=
 
document
.
getElementById
(
'showhide'
),

                         
e
 
=
 
document
.
getElementById
(
id
);

                    
if
 
(
e
.
style
.
display
 
===
 
'none'
 
||
 
e
.
style
.
display
 
===
 
''
)
 
{

                         
e
.
style
.
display
 
=
 
'block'
;

                         
d
.
innerHTML
 
=
 
'Hide paragraph'
;

                    
}

                    
else
 
{

                         
e
.
style
.
display
 
=
 
'none'
;

                         
d
.
innerHTML
 
=
 
'Show paragraph'
;

                    
}

               
};

               
document
.
getElementById
(
'showhide'
).
onclick
 
=
 
function
 
()
 
{

                    
changeDisplayState
(
'toggleMe'
);

                    
return
 
false
;

               
};

          
</
script
>

     
</
body
>

</
html
>

```